# 白毛栒子
白毛栒子（学名：Cotoneaster wardii）为蔷薇科栒子属的植物，是中国的特有植物。分布于中国大陆的西藏等地，生长于海拔3,000米至4,000米的地区，常生于森林边缘，目前已由人工引种栽培。

## 别名
瓦德栒子（经济植物手册）